# The National Interest
The National Interest, abbreviato in TNI, è una rivista bimestrale di relazioni internazionali in lingua inglese.
Il periodico adotta una linea editoriale di scuola realista, senza per questo rinunciare a mettere in rilievo il contributo delle ideologie e il modo in cui le differenze socio-culturali, le innovazioni tecnologiche, la storia e la religione possono influenzare il comportamento degli stati in politica estera. 
Si rivolge a un pubblico internazionale e vari dei suoi articoli sono stati citati dal The New York Times, dal Financial Times, dal The Australian, dall'International Herald Tribune, da Shin Dong-A, dal The Spectator, dall'austriaca Europäische Rundschau e da siti online come il russo InoSMI.ru.

## Storia
La rivista fu fondata nel 1985 da Irving Kristol e curata da Owen Harries fino al 2001, quando il controllo fu acquisito dal Center for the National Interest, un think tank politico di orientamento conservatore avente sede a Washington DC.
Nel 2006, la rivista adottò un nuovo formato di copertina più lucido, contenente un'immagine al centro e uno slogan, sul modello della veste editoriale del Georgetown Journal of International Affairs e di Foreign Policy, differenziandosi dalle più spesse copertine di solo testo di Foreign Affairs o di Commentary. La rivista iniziò ad aggiornare quotidianamente il suo sito web.
Fino al 2013, il periodico fu diretto da Jacob Heilbrunn. Alla morte dell'economista James R. Schlesinger nel 2014, l'ex generale a 4 stelle dell'aviazione Charles G. Boyd gli succedette nella carica di presidente del consiglio di sorveglianza del giornale. il presidente onorario è rimasto Henry Kissinger.

Mentre Dimitri K. Simes ricopriva la posizione di editore, Paul J. Saunders rivestiva quella di editore associato.
Nel luglio 2015, la rivista pubblicò un articolo di Maria Butina che proponeva un miglioramento delle relazioni bilaterali U.S.A.-Russia. Nel 2016, Dimitri Simes, presidente e amministratore delegato di tale gruppo di riflessione fondato da Nixon nell''84, fu indicato dal rapporto Mueller come uno dei punti di contatto e raccordo fra i funzionari della campagna elettorale di Donald Trump e gli emissari del governo russo. Due anni più tardi, la giornalista russa fu arrestata dall'FBI con l'accusa di spionaggio e cospirazione.